# Pedro Romero de Terreros
Pedro Romero de Terreros, comte de Regla  (1710-1781), était un magnat des affaires et philanthrope du XVIIIe siècle au Mexique.

## Biographie
Né à Cortegana, en Espagne, Pedro Romero de Terreros émigre à Mexico en 1730. Il épouse une noble mexicaine puis est fait comte en 1768. Dès 1741, il devint propriétaire des mines de Réal del Monte, très bien dotées en réserves d'argent, près de la ville de Real Del Monte, perchée à 2 260 mètres d'altitude. Il développa les activités minières de la région, en faisant forer d’immenses galeries pour amener l’eau et exploiter de nouveaux filons d’argent, dans ce qui devient la plus grande mine du monde.
Plus tard, après l'indépendance, son fils décida de louer la mine à une société anglaise, la Compagnie Real del Monte et Pachuca, au capital de 200 000 livres, divisé en cinq cents actions de 400 livres, qui fait venir au Mexique trois navires chargés de machines, outils et munitions et de 140 mineurs et ingénieurs. Le tout est débarqué à Vera Cruz, puis acheminé à dos de mule à Real Del Monte.
En 1775, il fonde le Nacional Monte de Piedad.